# Kałganowka (przystanek kolejowy)
Kałganowka, 151 km (ros. Калгановка, 151 км) – przystanek kolejowy w miejscowości Ilżo, w rejonie łużskim, w obwodzie leningradzkim, w Rosji. Położony jest na linii dawnej Kolei Warszawsko-Petersburskiej.

## Historia
Przystanek powstał pod koniec XIX w. Zbudowany on został przez tutejszego właściciela ziemskiego Jakowa Jakowlewicza Fan-der-Flita (Van-der-Flita), który nabył Ilżo w 1890. Głównym celem jego powstania było dostarczenie pozyskanego w majątku mleka do Petersburga. Przystanek początkowo nosił nazwę Płatforma Fan-der-Flita (ros. платформа Фан-дер-Флита). Nazwa ta pojawia się jeszcze na mapach z 1940.